# Benedict Rogers
Benedict Richard Victor Rogers (14 de junho de 1974) é um ativista e jornalista britânico de direitos humanos com sede em Londres. O seu trabalho centra-se na Ásia, especialmente na Birmânia, Coreia do Norte e Indonésia, mas também abrange as Maldivas, Timor Leste, Paquistão e Hong Kong. Ele é um colaborador regular do The Wall Street Journal, The New York Times e The Huffington Post e apareceu na BBC, CNN, Sky, Al Jazeera e outras estações de rádio e televisão.
Ele é co-fundador e vice-presidente da comissão de direitos humanos do Partido Conservador e co-fundador da Coalizão Internacional para Acabar com os Crimes Contra a Humanidade na Coreia do Norte. Ele também é o líder da equipe do Leste Asiático na Christian Solidarity Worldwide e o fundador da Hong Kong Watch. Ele também é membro do grupo consultivo da Aliança Interparlamentar sobre a China (IPAC) e conselheiro do Congresso Mundial Uigur. Em 31 de julho de 2020, foi anunciado que ele seria nomeado para o novo cargo de Chefe do Executivo da Hong Kong Watch no final de setembro do mesmo ano. Ele escreveu três livros que se concentram na Birmânia e é co-autor de outros dois sobre as obrigações dos direitos humanos dos cristãos.